# 16439 Yamehoshinokawa
16439 Yamehoshinokawa (1989 BZ) là một tiểu hành tinh vành đai chính được phát hiện ngày 30 tháng 1 năm 1989 bởi T. Fujii và K. Watanabe ở Kitami.